# Hirofumi Hayashi
Hirofumi Hayashi (林 博史, Hayashi Hirofumi), né le 6 avril 1955, est un historien japonais qui fait autorité sur l'histoire moderne du Japon. Il est professeur de sciences politiques à l'Université Kantō Gakuin (en). Il a mené des recherches sur l'occupation japonaise de l'Asie du Sud-Est, les crimes de guerre du Japon Shōwa, et les procès des crimes de guerre, y compris ceux ayant trait aux femmes de réconfort.

## Carrière
Diplômé de l'Université de Tokyo en 1979, Hayashi obtient son diplôme de maîtrise de l'Université Hitotsubashi. En 1985, il est accepté en tant que conférencier à temps plein au collège d'économie à l'université Kanto Gakuin, devient professeur adjoint et occupe son poste actuel de professeur en 1999.

## Source de la traduction
- (en) Cet article est partiellement ou en totalité issu de l’article de Wikipédia en anglais intitulé « Hirofumi Hayashi » (voir la liste des auteurs).
- Notices d'autorité :   - VIAF
  - ISNI
  - IdRef
  - LCCN
  - GND
  - Japon
  - CiNii
  - Pays-Bas
  - Israël
  - Corée du Sud
  - WorldCat